# Blastobotrys mokoenaii
Blastobotrys mokoenaii är en svampart som först beskrevs av Mokwena, E. Jansen & Myburgh, och fick sitt nu gällande namn av Kurtzman & Robnett 2007. Blastobotrys mokoenaii ingår i släktet Blastobotrys och familjen Trichomonascaceae.   Inga underarter finns listade i Catalogue of Life.